# Abdukodir Khusanov
Abdukodir Khikmatovich Khusanov (Uzbekiska: Abduqodir Xikmatjon o‘g‘li Xusanov), född 29 februari 2004 i Tasjkent, är en uzbekisk fotbollsspelare som spelar som mittback för Manchester City i Premier League och Uzbekistans landslag.Han föredrar mittbackspositionen då han spelat där hela sitt liv.

## Klubblagskarriär

### Manchester City
Khusanov värvades av Manchester City den 20 januari 2025, vilket gjorde honom till den första spelaren från Uzbekistan att skriva kontrakt med en Premier League-klubb. Den 25 januari blev han den första uzbek någonsin att spela i ligan när han gjorde sin debut i en 3–1-vinst mot Chelsea. Dessvärre inom 5 minuter efter avspark gjorde Khusanov ett misstag som gjorde det möjligt för Noni Madueke att göra matchens första mål. Han fick senare även ett gult kort innan han byttes ut i den 54:e matchminuten mot John Stones.
Den 8 februari 2025 gjorde Khusanov oavsiktligt sitt första mål för City på sin FA-cupdebut i en 2–1-bortaseger över League One-klubben Leyton Orient i den fjärde omgången då bollen vek från hans huvud efter ett skott från lagkamraten Rico Lewis.